# Mezmái
Mezmái (del ruso: Мезма́й) es un posiólok del raión de Apsheronsk del krai de Krasnodar, en Rusia. Está situado en las vertientes septentrionales del Cáucaso Occidental,en el curso superior del río Kurdzhips (cerca de la desembocadura en él del Mezmái), afluente del Bélaya, que lo es del Kubán, 34 km al sureste de Apsheronsk y 120 km al sureste de Krasnodar, la capital del krai. Tenía 774 habitantes en 2010
Es cabeza del municipio Mezmáiskoye, al que pertenece asimismo Temnoléskaya.

## Historia

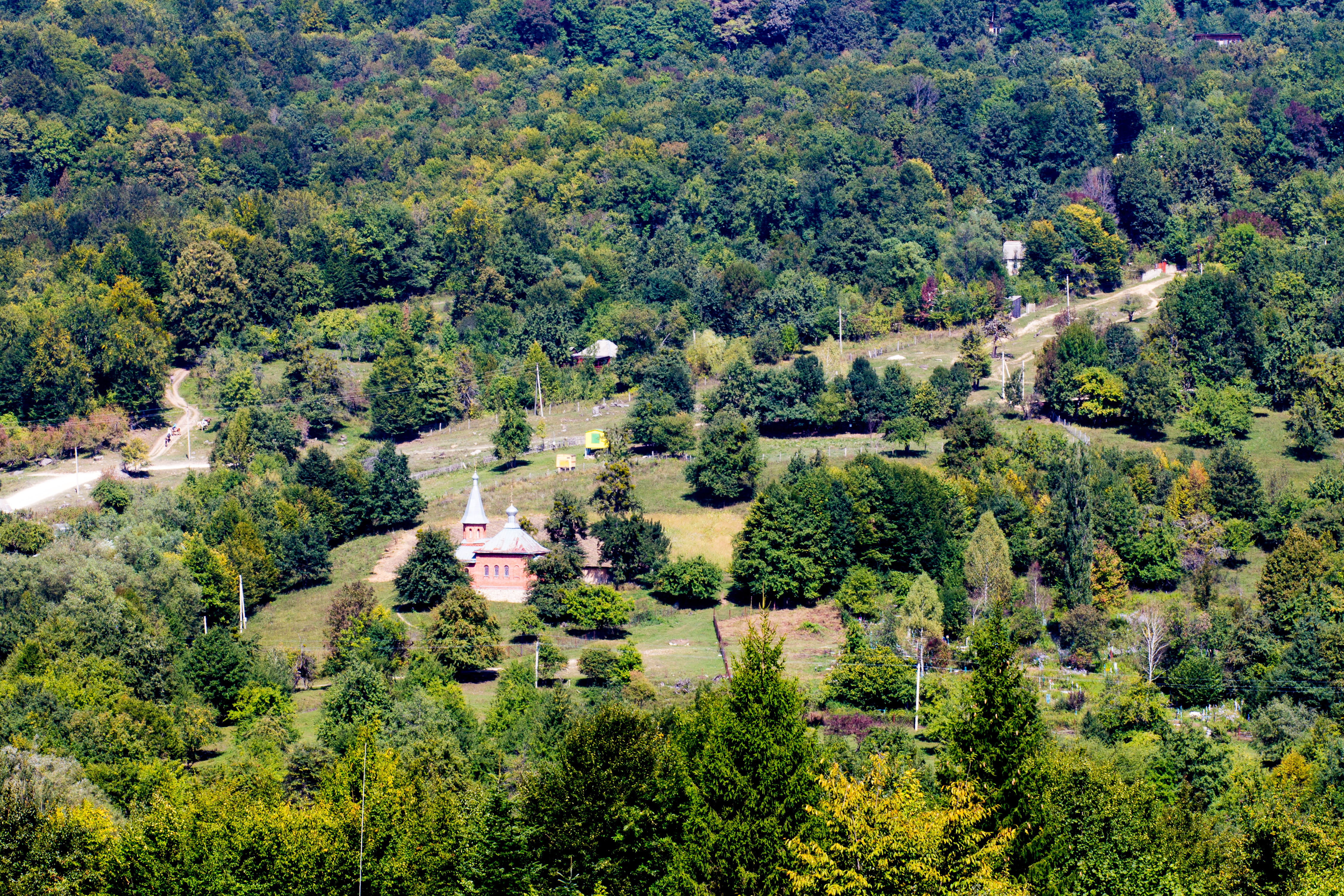
Iglesia de la localidad.

Fue fundado con el nombre de Kurdzhípskoye por leñadores. Su nombre actual, en adigué, significa "bosque de manzanos". Con el declive del bosque, la localidad empezó el suyo propio. No obstante, las opciones turísticas han reimpulsado el desarrollo de la localidad.

## Cultura y lugares de interés

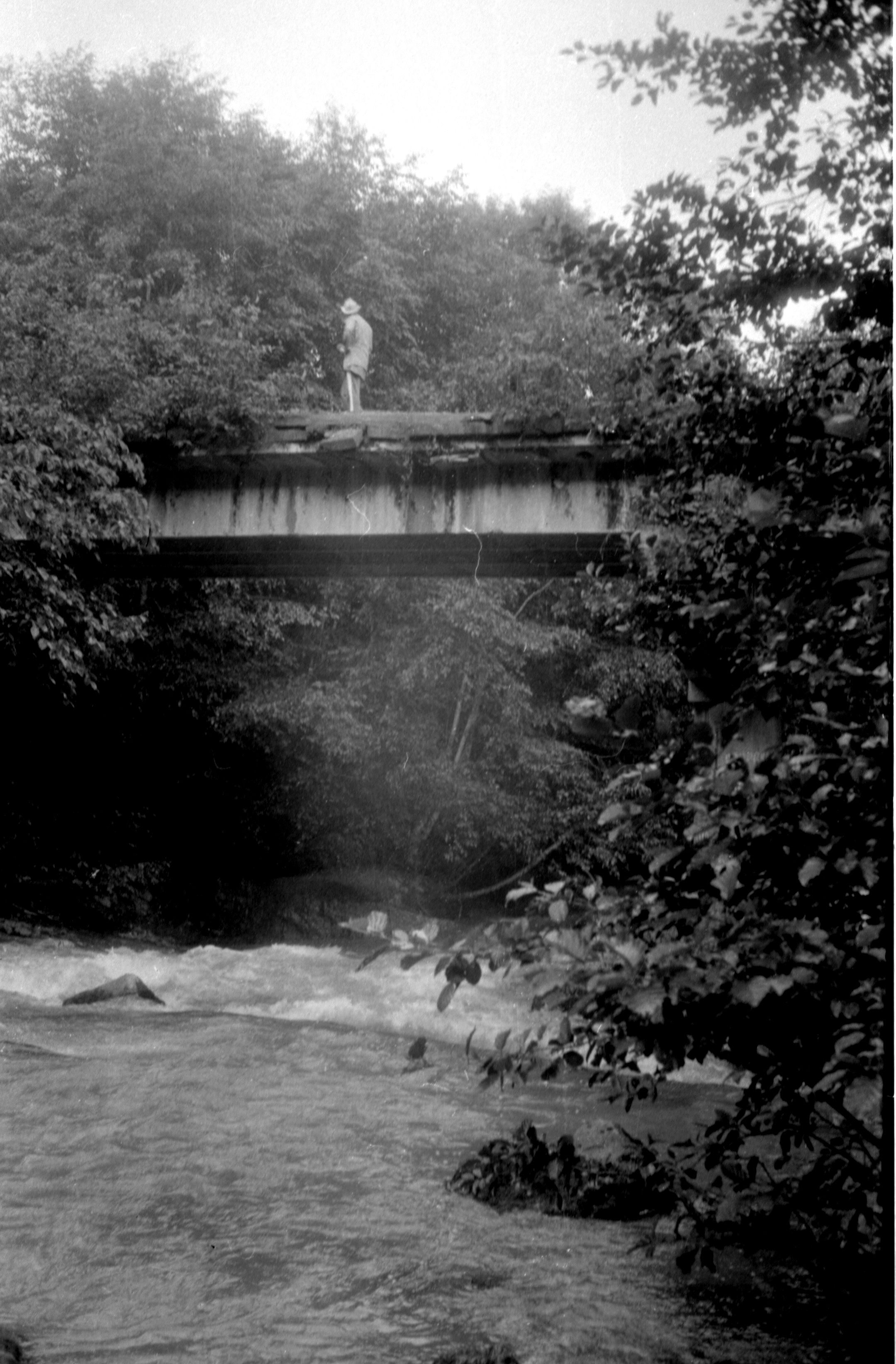
Puente sobre el Kurdzhips.

Es sede del laboratorio astrofísico de la Universidad Estatal del Kubán.
Debido a su emplazamiento en las vertientes septentrionales del monte Oshten. En las cercanías de la población, se hallan numerosos monumentos naturales (cuevas, cañones (Guamskoye y cascadas, entre otros). Al noroeste de la localidad hay una necrópolis de tiempos romanos.

## Economía y transporte
Es un centro turístico de montaña.
Es terminal de una línea de ferrocarril de vía estrecha a Apsheronsk.